# Roni Remme
Roni Remme, född 14 februari 1996, är en kanadensisk alpin skidåkare som debuterade i världscupen den 1 december 2017 i Lake Louise i Kanada. Hennes första pallplats i världscupen kom när hon slutade tvåa i tävlingen i alpin kombination den 24 februari 2019 i Crans-Montana i Schweiz.
Hon deltog vid Olympiska vinterspelen 2018.